# Пероксид водню
Пероксид водню (також пероксид гідрогену, пере́кис во́дню, лат. Hydrogen peroxide) — бінарна сполука водню з киснем складу H2O2. У молекулі наявний ковалентний зв'язок між атомами кисню.

## Історія відкриття
Пероксид водню вперше добув французький хімік Луї Жак Тенар в 1818 році дією кислоти на пероксид барію BaO2. Метод добування чистого пероксиду за реакцією: BaO2 + H2SO4 = BaSO4↓ + Н2О2
в наш час має лише історичне значення.

## Отримання

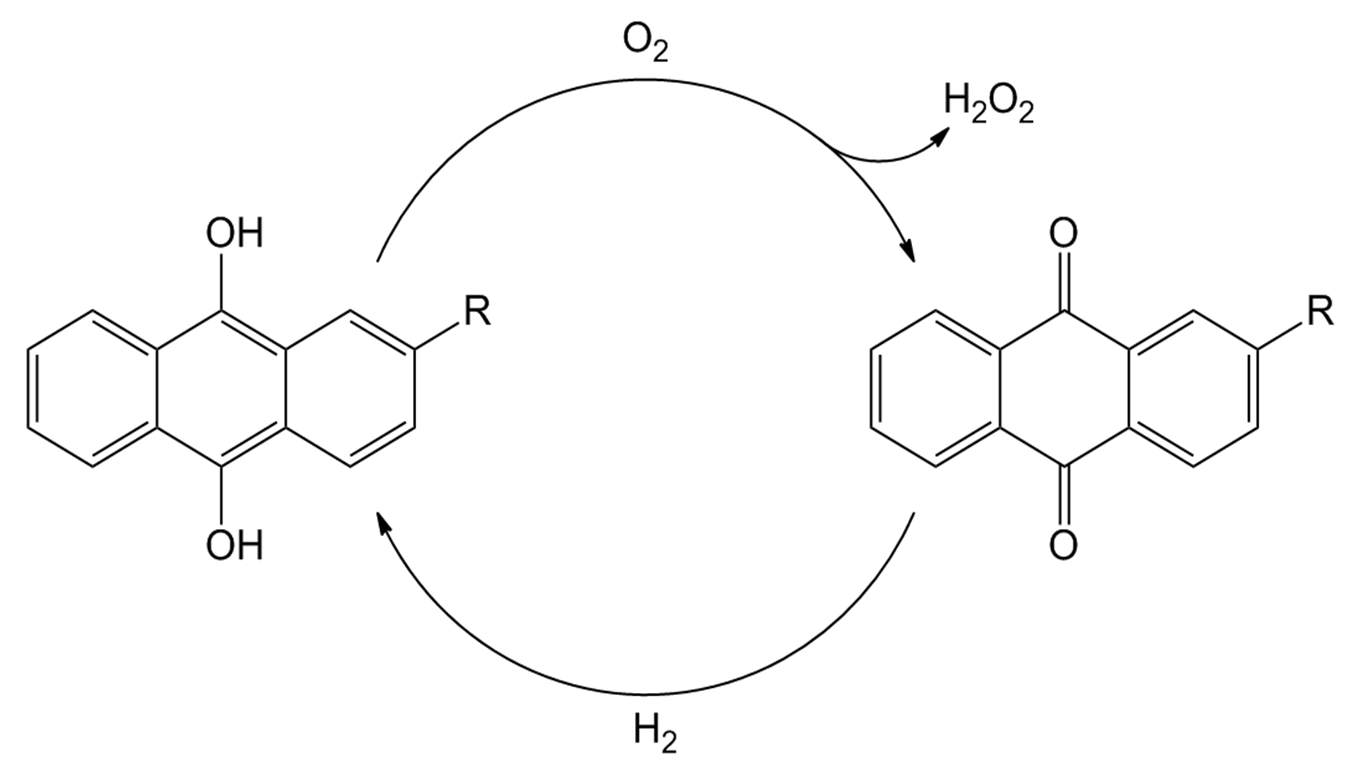
Схема процесу виробництва пероксиду водню.

Основний промисловий спосіб (понад 80 % світового виробництва) — окиснення антрагідрохінону, див. схему. Також застосовують анодне окиснення сульфатної кислоти в розведеному розчині:
2H2SO4 - 2e- = H2S2O8 + 2H+,
H2S2O8 + H2O = H2SO5 + H2SO4,
H2SO5 + H2O = H2O2 + H2SO4.
Промисловий продукт — водний розчин із вмістом H2O2 від 30 % до 90 %. Пергідроль — це 30 % (35 %) розчин пероксиду водню, що містить стабілізаційні добавки.

## Фізичні властивості
Безбарвна рідина. Змішується з водою в будь-якому співвідношенні. Розчинний в етанолі, діетиловому етері. Утворює кристалосольвати, найвідоміший із яких із карбамідом — гідроперит CO(NH2)2·H2O2; вони використовуються як тверді носії пероксиду водню. Переганяють під зниженим тиском при 80 °C.

## Хімічні властивості
Доволі нестійка хімічна сполука, здатна спонтанно розкладатися на кисень та воду.
2Н2О2 = 2Н2О + O2↑
В чистому вигляді термічно стійка, забруднення солями важких металів суттєво збільшує швидкість розкладу, який може відбуватися з вибухом. Концентровані розчини є вибухонебезпечними і можуть спричиняти займання при контакті з горючими речовинами. Стійкість водних розчинів H2O2 збільшується з додаванням кислоти та максимальна при pH 3,5-4,5.
Молекула пероксиду водню здатна розпадатися двома шляхами:
1. Н2О2 → Н2О + O: (окиснювальний розпад)
2. Н2О2 → 2OH· (вільнорадикальний розпад)

Завдяки проміжному ступеню окиснення кисню (-1), пероксид водню здатен виявляти властивості як окисника (відновлюється до O−2), так і відновника (окиснюється до кисню). Тож його розклад слід розглядати як реакцію диспропорціонування.
Окисник:
H2O2 + 2HI = I2 + 2H2O
H2O2 + SO2 = H2SO4
4H2O2 + PbS↓ = PbSO4↓ + 4H2O
H2O2 + C6H6 → C6H5OH + H2O
H2O2 + C2H4 → C2H4O + H2O
Відновник:
H2O2 + Ag2O↓ = 2Ag↓ + H2O + O2↑
5H2O2 + 2KMnO4 + 3H2SO4 = K2SO4 + 2MnSO4 + 8H2O + 5O2↑
Здатен заміщувати гідроксильну групу -OH на гідропероксидну -OOH (приміром, при добуванні надкислот) або на пероксидну -OO- (утворення пероксидів металів).
Здатен приєднуватися по подвійному зв'язку органічної молекули з утворенням двоатомних спиртів — гліколів:
H2O2 + C2H4 → CH2OH-CH2OH (водний розчин, кислотний каталіз)

## Біологічна дія
У біологічних системах токсичний, бо утворює вільні радикали. Знешкоджується з допомогою ферментів антиоксидативного захисту у цитоплазмі клітини та деяких органелах, зокрема мітохондріях та пероксисомах.

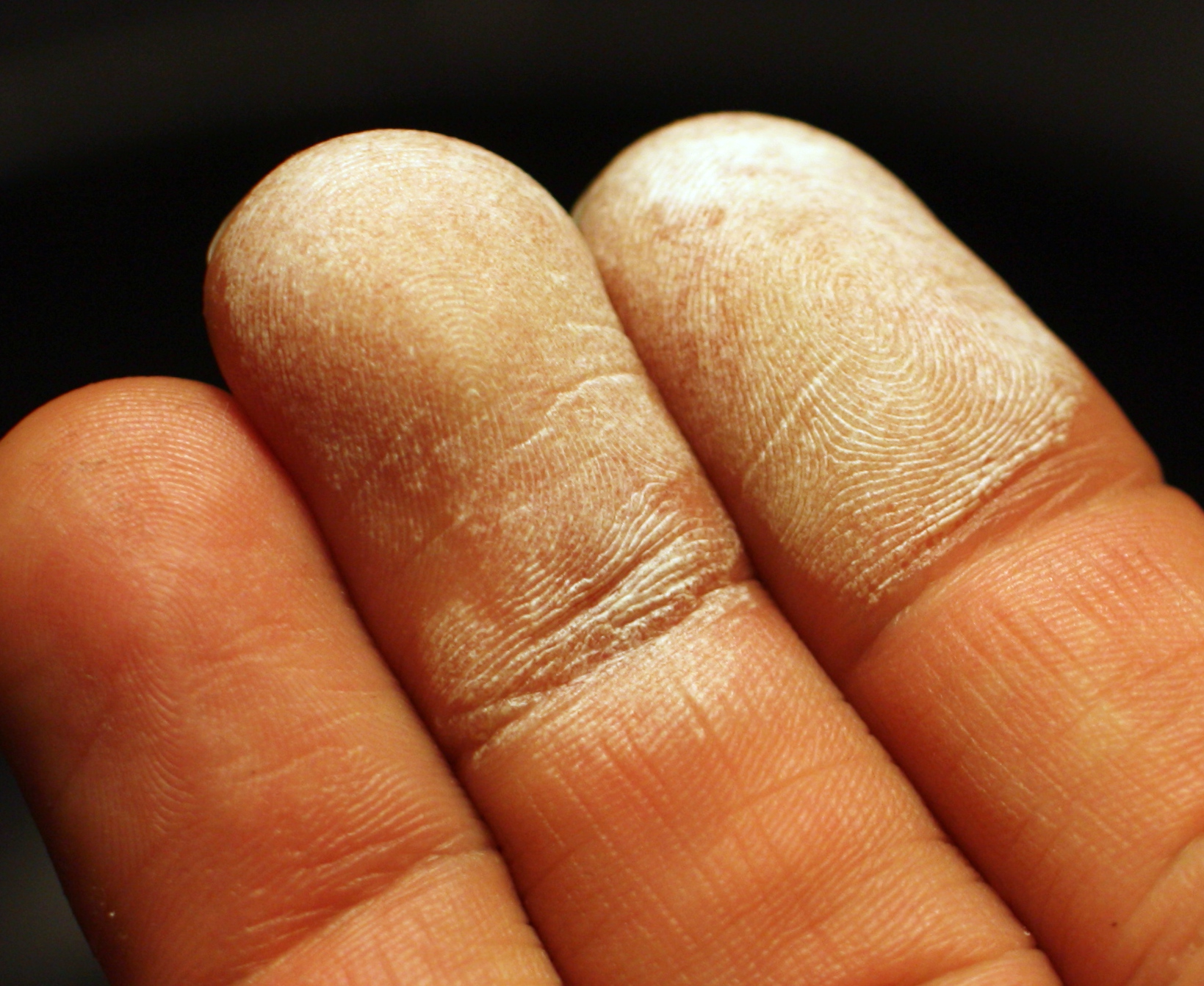
Шкіра, яка підлягла впливу 35% розчину H_{2}O_{2}.

Більш концентровані розчини спричиняють опіки шкіри, слизових оболонок та дихальних шляхів; ГДК в повітрі встановлено на рівні 1,4 мг/м³. Білий колір опіку пояснюється окисненням ліпідів, як наслідок епідермальний шар шкіри стає малопрозорим. Через декілька днів ліпідні оболонки оновлюються, опік пергідролем проходить безслідно.

## Застосування

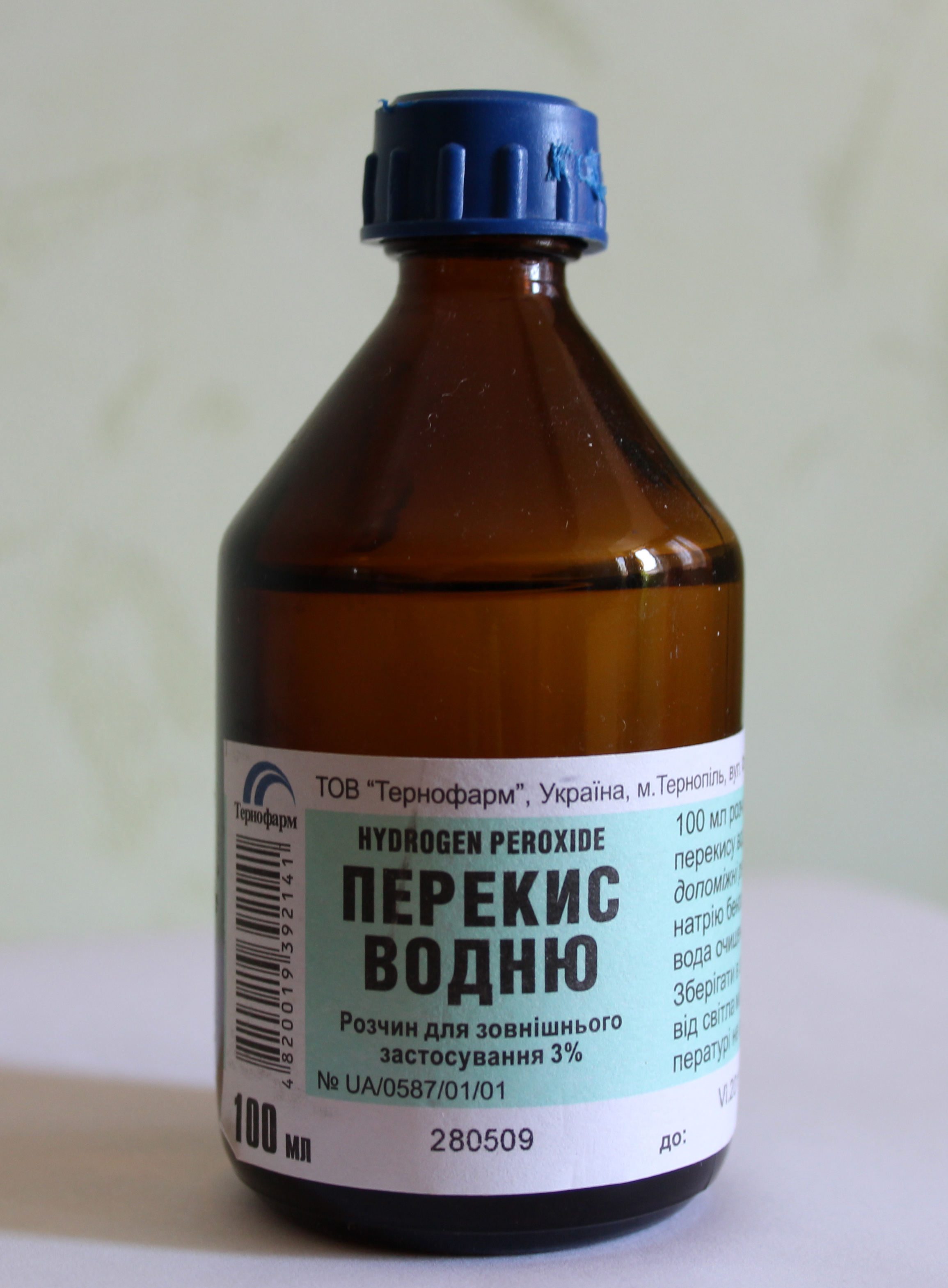
Перекис водню, 3% розчин для зовнішнього застосування.

Для відбілювання паперу, шкіри, хутра, текстильних матеріалів, олій, жирів. Окисник у складі ракетних палив. Дезінфекційний засіб для знешкодження побутових та промислових стічних вод. В хімічному синтезі: для добування органічних і неорганічних пероксидів, також епоксидів, гліколів тощо.

### Медицина
Використовують, як водний розчин, так і у поєднанні з іншими сполуками (наприклад, для приготування антисептика C4).
Застосовують як дезінфектант для медичного інструментарію та певного виду медичного оснащення.
Існують суперечки щодо ефективності перекису водню при лікуванні ран.
Історично перекис водню застосовували для антисептичного та механічного очищення ран, частково через низьку вартість та швидку доступність у порівнянні з іншими антисептиками, також чітку кровоспинну дію.
Зараз[коли?] вважається, що гальмує загоєння і може провокувати появу рубців, оскільки він руйнує новоутворені клітини шкіри[джерело?]. Одне дослідження показало[джерело?], що лише дуже низькі концентрації (0,15% розчин, це розведення типового 3 % пероксиду в 20 разів) можуть сприяти загоєнню, і лише якщо їх не застосовувати повторно. Було виявлено, що 0,5 % розчин перешкоджає загоєнню.
Використовується для лікування ран у багатьох країнах, в Україні також є поширеним як місцевий антисептик та місцевий кровоспинний для надання першої допомоги.
Застосовується для лікування варикозної хвороби судин нижніх кінцівок, у тому числі внутрішньовенно; як компонент другого етапу лікування після неефективної антибактеріальної терапії при інфекції золотистим стафілококом, в отоларингології як місцевий протимікробний засіб.